# Psicoterapia focada na transferência
Psicoterapia Focada na Transferência (PFT) é um tratamento psicodinâmico modificado, altamente estruturado, realizado duas vezes por semana, baseado no modelo de relações objetais do transtorno de personalidade borderline de Otto F. Kernberg. Considera que o indivíduo com organização de personalidade borderline (OPB) detém representações internalizadas, não reconciliadas e contraditórias de si mesmo e de outros significativos, carregadas de afeto. A defesa contra essas relações objetais internalizadas contraditórias resulta em relações perturbadas com os outros e consigo mesmo. As percepções distorcidas de si, dos outros e dos afetos associados são o foco do tratamento à medida que surgem na relação com o terapeuta (transferência). O tratamento concentra-se na integração das partes fragmentadas das representações de si mesmo e do objeto, sendo a interpretação consistente dessas percepções distorcidas considerada o mecanismo de mudança.

## Transtorno de personalidade borderline
A PFT é um tratamento para o transtorno de personalidade borderline. Pacientes com TPB são frequentemente caracterizados por afetos intensos, relacionamentos conturbados e comportamentos impulsivos. Devido à alta reatividade a estímulos ambientais, esses pacientes costumam apresentar mudanças dramáticas e de curta duração em seu humor, alternando entre experiências de euforia, depressão, ansiedade e nervosismo. Frequentemente, experimentam sentimentos intoleráveis de vazio, os quais tentam preencher por meio de comportamentos impulsivos e autolesivos, como abuso de substâncias, comportamentos sexuais de risco, gastos descontrolados ou episódios de compulsão alimentar. Além disso, apresentam comportamentos, gestos ou ameaças suicidas recorrentes. Sob estresse intenso, pacientes com TPB podem apresentar sintomas dissociativos ou paranoides transitórios.

## Modelo teórico da personalidade borderline
De acordo com o modelo de relações objetais, no desenvolvimento psicológico normal, os esquemas mentais de si mesmo em relação aos outros — ou representações de objeto — tornam-se cada vez mais diferenciados e integrados. A experiência do bebê, inicialmente organizada em torno de momentos de dor (por exemplo, "Estou desconfortável e preciso de alguém para cuidar de mim") e de prazer (por exemplo, "Agora estou sendo acalmado por alguém e me sinto amado"), vai se transformando gradualmente em um esquema mental integrado e diferenciado de si mesmo em relação aos outros. Essas representações cada vez mais maduras permitem a fusão realista do bom e do mau, de modo que qualidades positivas e negativas possam ser integradas em uma representação complexa e multifacetada de um indivíduo (por exemplo, "Embora ela não esteja me cuidando neste momento, sei que me ama e o fará no futuro"). Tais representações integradas possibilitam a tolerância à ambivalência, à diferença e à contradição em si mesmo e nos outros.
Para Kernberg, o grau de diferenciação e integração dessas representações de si mesmo e do outro, juntamente com sua valência afetiva, constitui a organização da personalidade. Em uma organização normal, o indivíduo possui um modelo integrado de si mesmo e dos outros, permitindo estabilidade e consistência na identidade e na percepção alheia, além da capacidade de se relacionar intimamente sem perder o senso de si mesmo. Por exemplo, seria capaz de tolerar sentimentos de ódio no contexto de um relacionamento amoroso sem conflito interno ou sensação de descontinuidade na percepção do outro. Em contraste, na organização de personalidade borderline (OPB), a falta de integração nas representações de si mesmo e do outro leva ao uso de mecanismos de defesa primitivos (por exemplo, cisão, identificação projetiva e dissociação), à difusão da identidade (isto é, uma visão inconsistente de si mesmo e dos outros) e a um teste de realidade instável (ou seja, diferenciação inconsistente entre a experiência interna e externa). Sob condições de estresse elevado, indivíduos com TPB podem deixar de apreciar o "todo" da situação e interpretar os eventos de maneira catastrófica e intensamente pessoal, não conseguindo discriminar as intenções e motivações alheias, percebendo apenas ameaça ou rejeição. Assim, pensamentos e sentimentos sobre si mesmo e sobre os outros se fragmentam em experiências dicotômicas de bom ou mau, preto ou branco, tudo ou nada.

## Objetivos
Os principais objetivos da PFT são reduzir a ideação suicida e os comportamentos autolesivos, facilitar o controle comportamental, aumentar a regulação afetiva, proporcionar relacionamentos mais satisfatórios e possibilitar a perseguição de objetivos de vida. Acredita-se que isso seja alcançado por meio do desenvolvimento de representações integradas de si mesmo e dos outros, da modificação das operações defensivas primitivas e da resolução da difusão de identidade que perpetua a fragmentação do mundo representacional interno do paciente.

## Procedimento terapêutico

### Contrato
O tratamento inicia-se com a elaboração do contrato terapêutico, que compreende diretrizes gerais para todos os clientes e itens específicos para áreas-problema do cliente individual que ameaçam o progresso da terapia. O contrato também especifica as responsabilidades do terapeuta. O cliente e o terapeuta devem assinar o contrato terapêutico antes do início da terapia.

### Processo terapêutico
A PFT consiste nos seguintes três passos:
- Descrição diagnóstica de uma determinada relação objetal internalizada na transferência
- Elaboração diagnóstica da correspondente representação de si mesmo e do objeto na transferência, e de sua encenação na transferência ou contratransferência
- Integração das representações fragmentadas de si mesmo, levando a um senso integrado de si mesmo e dos outros que resolve a difusão de identidade

Durante o primeiro ano de tratamento, a PFT foca em uma hierarquia de questões:
- Contenção de comportamentos suicidas e autolesivos
- Diversas formas de sabotar os tratamentos
- Identificação e recapitulação dos padrões dominantes de relações objetais (desde afetos e representações de si mesmo e dos outros não integrados e indiferenciados até um todo mais coerente)[1]

Neste tratamento, a análise da transferência é o principal meio para transformar relações objetais primitivas (por exemplo, cisão, polarizadas) em relações avançadas (por exemplo, complexas, diferenciadas e integradas). Assim, diferentemente de terapias que focam no tratamento sintomático a curto prazo, a PFT tem o objetivo de não apenas modificar os sintomas, mas alterar a organização da personalidade, que é o contexto desses sintomas. Para isso, as representações internas, carregadas de afeto, das relações anteriores do cliente são interpretadas de forma consistente à medida que o terapeuta as identifica na relação terapêutica, isto é, na transferência. Técnicas de esclarecimento, confrontação e interpretação são utilizadas na relação de transferência em evolução entre o paciente e o terapeuta.
Na relação psicoterapêutica, as representações de si mesmo e do objeto são ativadas na transferência. No decorrer da terapia, operam projeção e identificação, isto é, representações de si mesmo desvalorizadas são projetadas no terapeuta enquanto o cliente se identifica com uma representação crítica do objeto. Esses processos geralmente estão associados a experiências afetivas, como raiva ou medo.
A informação que emerge na transferência fornece acesso direto ao mundo interno do indivíduo por duas razões. Primeiro, é observável tanto pelo terapeuta quanto pelo paciente simultaneamente, permitindo que percepções inconsistentes da realidade compartilhada sejam discutidas de imediato. Segundo, as percepções da realidade compartilhada são acompanhadas por afetos, enquanto a discussão de material histórico pode adquirir uma qualidade intelectualizada e, portanto, ser menos informativa.
A PFT enfatiza o papel da interpretação nas sessões de psicoterapia. À medida que as representações fragmentadas de si mesmo e do outro se manifestam ao longo do tratamento, o terapeuta auxilia o paciente a compreender as razões (medos ou ansiedades) que sustentam a separação contínua dessas percepções fragmentadas. Essa compreensão é acompanhada pela vivência de afetos intensos na relação terapêutica. Assim, a integração dos conceitos divididos e polarizados de si mesmo e dos outros conduz a uma percepção mais complexa, diferenciada e realista, permitindo melhor modulação dos afetos e, consequentemente, um pensamento mais claro. Dessa forma, conforme as representações fragmentadas se integram, os pacientes tendem a experimentar maior coerência identitária, relações equilibradas e constantes, menor risco de serem dominados por afetos agressivos, maior capacidade de intimidade, redução dos comportamentos autolesivos e melhora geral do funcionamento.

### Mecanismos de mudança
Na PFT, os mecanismos de mudança hipotéticos derivam da teoria, baseada no desenvolvimento, da Organização da Personalidade Borderline de Kernberg, conceitualizada em termos de afetos não integrados e indiferenciados e representações de si mesmo e do outro. Representações parciais de si mesmo e do outro são pareadas e vinculadas por um afeto em unidades mentais chamadas díades de relações objetais. Essas díades são elementos da estrutura psicológica. Na patologia borderline, a falta de integração das díades internas de relações objetais corresponde a uma estrutura psicológica "dividida", na qual representações totalmente negativas são segregadas das representações idealizadas e positivas de si mesmo e do outro (vendo as pessoas como todas boas ou todas más). O suposto mecanismo global de mudança em pacientes tratados com a PFT é a integração desses estados afetivos polarizados e das representações de si mesmo e do outro em um todo mais coerente.

## Evidências empíricas

### Pesquisas preliminares
Em pesquisas iniciais que estudaram a eficácia de uma PFT de um ano, as tentativas de suicídio foram significativamente reduzidas durante o tratamento. Além disso, o estado físico dos pacientes apresentou melhora significativa. Ao comparar o ano de tratamento com o ano anterior, constatou-se uma redução significativa nas hospitalizações psiquiátricas e nos dias passados como internados. A taxa de abandono no estudo de 1 ano foi de 19,1%, considerada pelos autores comparável às taxas observadas em estudos anteriores sobre o tratamento de indivíduos borderline, incluindo pesquisas sobre a terapia comportamental dialética (TCD).

### PFT vs. tratamento habitual (TAU)
Os resultados indicaram que o grupo tratado com PFT apresentou reduções significativas nas visitas ao pronto-socorro e hospitalizações durante o ano de tratamento, bem como aumentos significativos no funcionamento global, se comparado ao TAU.

### PFT vs. tratamento por especialistas comunitários
Um ensaio clínico randomizado comparou os resultados da PFT com o tratamento realizado por especialistas comunitários em 104 pacientes borderline. A taxa de abandono foi significativamente maior na condição de psicoterapia comunitária; entretanto, a taxa de abandono para a PFT foi de 38,5%, considerada pelos autores como um pouco mais alta que as taxas associadas à TCD e à terapia focada em esquemas (TFE). O grupo PFT apresentou melhora significativa na organização da personalidade, no funcionamento psicossocial e no número de tentativas de suicídio. Neste estudo, nenhum dos grupos apresentou mudanças significativas nos comportamentos autolesivos.

### PFT vs. TCD vs. tratamento de apoio
Antes do tratamento e em intervalos de quatro meses durante sua realização, os pacientes foram avaliados quanto a comportamento suicida, agressividade, impulsividade, ansiedade, depressão e ajuste social. Os resultados indicaram que os três tratamentos promoveram melhorias em múltiplos domínios após um ano. Apenas a TCD e a PFT foram significativamente associadas à melhora dos comportamentos suicidas; contudo, a PFT superou a TCD na melhora da raiva e da impulsividade. Em geral, a participação na PFT previu melhora significativa em 10 das 12 variáveis avaliadas nos 6 domínios, contra 5 da TCD e 6 do tratamento de apoio.

### PFT vs. terapia focada em esquemas
Melhorias significativas foram observadas em ambos os grupos de tratamento quanto aos critérios do DSM-IV para TPB e em todas as quatro medidas de desfecho do estudo (psicopatologia borderline, psicopatologia geral, qualidade de vida e conceitos de personalidade segundo PFT/TFE) após 1, 2 e 3 anos. A terapia focada em esquemas (TFE, ou terapia de esquemas, como é atualmente conhecida) apresentou uma taxa de retenção significativamente mais alta. Após três anos, os pacientes em terapia de esquemas tiveram maiores aumentos na qualidade de vida e um número significativamente maior de pacientes recuperou-se ou mostrou melhora clínica no Índice de Gravidade do TPB, quarta versão. Contudo, o grupo de PFT continha mais pacientes suicidas e apresentou menor adesão, o que dificulta uma comparação direta entre os tratamentos. O grupo de terapia de esquemas melhorou significativamente mais que o grupo de PFT em termos de relacionamentos, impulsividade e comportamento parasuicida/suicida, embora muitas avaliações de aliança tenham ocorrido após desistências. Concluiu-se que a terapia de esquemas foi significativamente mais eficaz que a PFT em todas as medidas avaliadas durante o estudo. Um seguimento indicou que tanto clientes quanto terapeutas atribuíram uma aliança terapêutica mais elevada à terapia de esquemas do que à PFT.